# Ragnvald Ulfsson
Ragnvald, även sannolikt felaktigt Ragnvald jarl eller Ragnvald Ulfsson, var en historisk person känd från Sigvat Tordarsons verk Austrfararvísur. 

## Ragnvald iAustrfararvísur
Austrfararvísur berättar om Sigvats resa österut till Ragnvald, bror till jarl Ulf. Sigvats sällskap förhandlar för den norske kungen Olof Haraldsson och Ragnvald för sin bror jarl Ulf som i sin tur representerar den svenske kungen Olof Skötkonung. Sigvat färdades till Svitjod, om Svitjod var slutdestination eller om Ragnvald och jarl Ulf var svear anges ej, däremot anges att Ragnvald stod nära kung Olof och kom från östersjökusten. Man får anse det rimligt att Ragnvald då var en storman i Östergötland eller Svealand. Austrfararvísur är en samtida (1000-tal) primärkälla och därmed mycket mer pålitlig än Snorres sekundär/tertiära källmaterial från 1200-tal.

## Ragnvald iOlav den heliges historia
Att Ragnvald hette Ulfsson hävdas av Snorre Sturlasson i Olav den heliges historia. Snorre uppger vidare att Ragnvald Ulfsson var jarl i Skara i Västergötland och bland annat fick en son vid namn Ulf som blev jarl. Den politiska bakgrunden ser ut att ha varit att Sverige delade Norge med Danmark efter slaget vid Svolder. Olav Skötkonung lyckades senare erövra Norge och sökte fred med Sverige då Knut den store började bli mycket mäktig efter sina erövringståg i England, men den svenske kungen Olof Skötkonung var oförsonlig enligt Snorre.
Snorre uppger vidare att Ragnvald gifte bort Olof Skötkonungs dotter Astrid till Olof Haraldsson, mot Olof Skötkonungs vilja, för att undvika fortsatt krig. Snorre hävdar att Ragnvalds fru hette Ingeborg Tryggvesdotter, syster till den avlidne norske kungen Olav Tryggvason som dog i slaget vid Svolder (dödad av bland annat Olof Skötkonung). Ingegerd, en annan dotter till Olof Skötkonung, var trolovad till Olof Haraldsson -  men trolovning bröts och detta var anledningen till Ragnvalds handlingar enligt Snorre. Ingegerd giftes sedermera bort till Jaroslav den vise av Kiev, och då passade hon på att rädda Ragnvald från den svenske konungens ilska genom att utnämna honom till ledare över Ladoga som, återigen enligt Snorre, var hennes brudgåva. Den kievska primärkrönikan bekräftar Ingegerds giftermål med Jaroslav den vise.

## Ragnvald iHervarsagan?
Identifieringen av honom med Ragnvald den gamle, i det sentida tillägget (1200-tal) till Hervarsagan, som far till Stenkil och gift med Astrid Nialsdotter är spekulation, och även om den inte är orimlig så var Ragnvald ett relativt vanligt samtida namn.